# Podlinnik
Un podlinnik (en russe : подлинник) (podlinnika au pluriel) est un manuel ou guide de peinture qui recueille des modèles d'icônes, rassemble des images de sujets iconographiques, en reprenant tous les détails prévus par les canons qui concernent les personnages à peindre et les évènements à relater par les icônes.
Les podlinniks se répartissent en litsevyés et tolkovyés.
Les litsevyés contiennent des dessins de sujet d'icônes classés selon les jours de fêtes de l'Église. L'artiste peintre d'icône y trouve une description de scènes bibliques, des calques (proris), des couleurs à utiliser, les recettes pour la préparation des couleurs, d'autres détails concernant le saint du jour à vénérer et la couleur qui lui est attribuée.
Les tolkovyés ne contenaient que du texte sans dessins.
L'herminia grecque est une forme particulière de podlinnik.
Les premiers originaux de ces guides de la peinture remontent au plus tôt au XVIe siècle. 
Leur emploi permet de comprendre la prodigieuse uniformité de l'iconographie byzantine et russe au XVIIe siècle. L'emploi généralisé de ces manuels fixait une fois pour toutes les instructions à suivre telles que les théologiens les avaient adoptées. Mais ces guides ne sont apparus que tardivement, et les plus grands chefs-d'œuvre de l'iconographie russe qui datent du XIIe siècle au XVe siècle pour l'essentiel ont échappé à la rigueur de ces manuels. La décadence de l'iconographie russe s'explique en grande partie à la fin du XVIIe siècle par la diffusion de ces podlinniki, ainsi que par les instructions autoritaires données par les autorités ecclésiastiques concernant leur application par les artistes.